# Nello Ajello
Nello Ajello (20 de noviembre de 1930, Nápoles, Reino de Italia - 11 de agosto de 2013, Roma, Italia) fue un periodista y escritor italiano.

## Biografía
Luego de ser el primer editor de Nord e Sud de Francesco Compagna, se trasladó a Turín para trabajar en Olivetti, bajo la conducción de Adriano Olivetti. Durante los próximos años colaboró en el Il Mondo de Mario Pannunzio y en el semanal L'Espresso, donde se convirtió en codirector junto a Livio Zanetti. A continuación, pasó a escribir para La Repubblica de Eugenio Scalfari. En 1981 ganó el Premio Saint-Vincent para el periodismo.
Murió en Roma en agosto de 2013 luego de una larga enfermedad, un mes después de la muerte de su esposa.

## Obra
- Lo scrittore e il potere, Roma-Bari, Laterza, 1974.
- Intervista sullo scrittore scomodo, entrevista a Alberto Moravia, Roma-Bari, Laterza, 1978.
- Intellettuali e PCI. 1944-1958, Roma-Bari, Laterza, 1979.
- Lezioni di giornalismo. Com'è cambiata in 30 anni la stampa italiana, Milán, Garzanti, 1985.
- Italiani di fine regime, Milán, Garzanti, 1993. ISBN 88-11-73829-6.
- Il lungo addio. Intellettuali e PCI dal 1958 al 1991, Roma-Bari, Laterza, 1997. ISBN 88-420-5323-6.
- Illustrissimi. Galleria del Novecento, Roma-Bari, Laterza, 2006. ISBN 88-420-7867-0.
- Taccuini del Risorgimento, Roma-Bari, Laterza, 2011. ISBN 978-88-420-9778-5.

## Premios
- Premio Saint-Vincent para el periodismo, 1981.
- Premio Literario ciudad de Palmi, 2006.
- Premio al periodismo Arrigo Benedetti, 2012.

## Otros proyectos
- Wikiquote alberga frases célebres de o sobre Nello Ajello.

- Datos: Q3874458
- Multimedia: Nello Ajello / Q3874458